# Ainu
Gli Ainu o Aynu (アイヌ?, Ainu, in ainu: アィヌ Aynu, in russo Айны?, Ajny, letteralmente "umani"), noti anche come Ezo (蝦夷?) nei testi storici giapponesi, sono il gruppo etnico est asiatico indigeno del Giappone settentrionale. Gli Ainu sono nativi dell'isola di Hokkaidō, delle isole Curili e dell'isola russa di Sachalin, nonché, storicamente, di Honshū e delle coste della penisola della Kamčatka.
Nell'aprile 2019 è stata promulgata una legge dal governo giapponese che riconosce gli Ainu come popolo indigeno del Giappone ed elimina ogni forma dispregiativa nei loro confronti.
Alcuni Ainu dell'isola di Hokkaidō (la maggior parte di essi ha adottato usi, costumi e lingua giapponesi o russi) parlano ancora l'idioma tradizionale, l'Ainu, una lingua isolata; nell'isola di Honshū invece, molti Ainu hanno adottato il sincretismo tra la loro cultura matrilineare e quella giapponese.

## Mito e storia

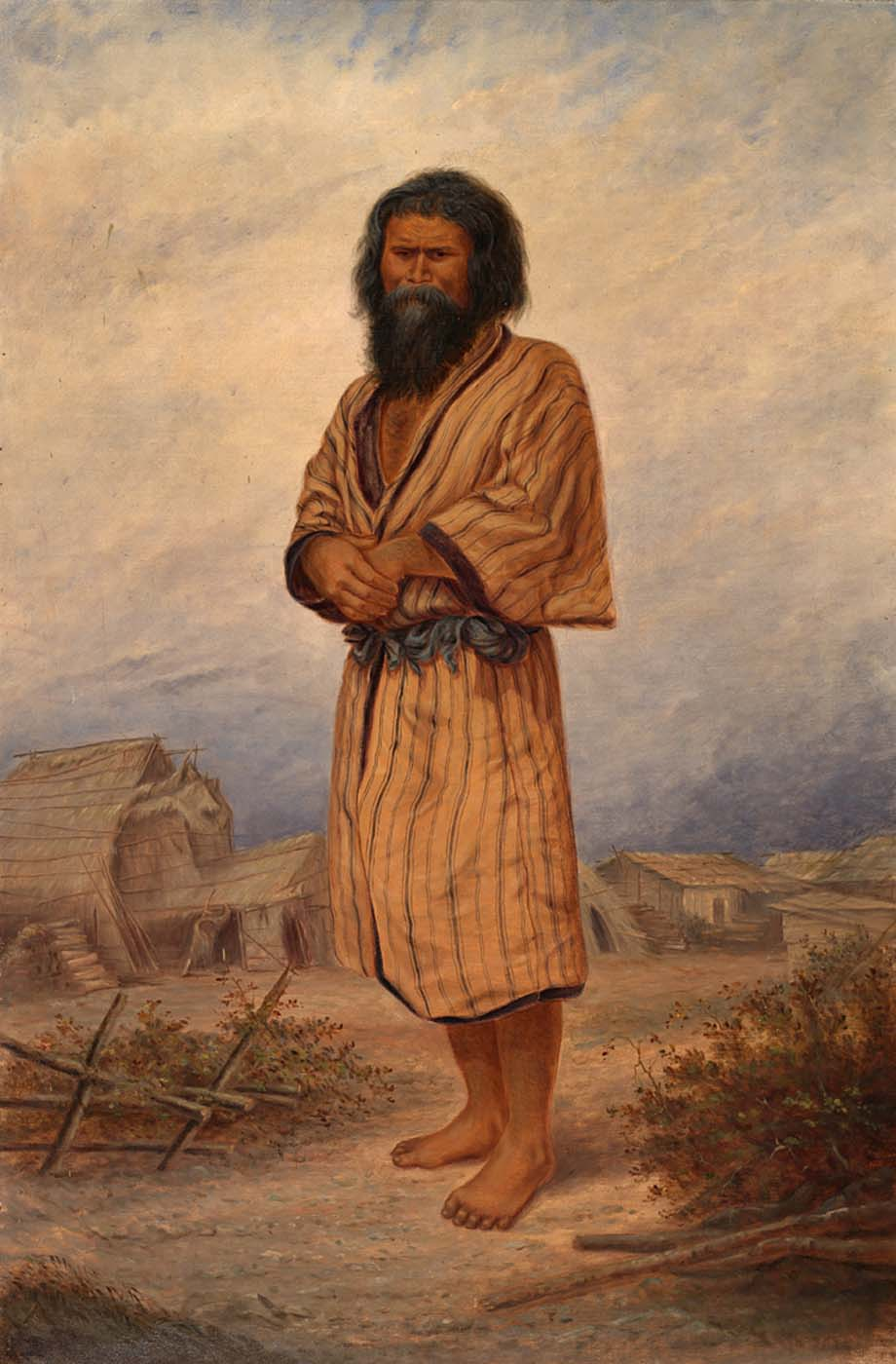
Antonio Zeno Shindler, Aino Man, 1893 ca.

Le origini degli Ainu sono tuttora avvolte dal più fitto mistero. Gli antichi scritti sacri dello Shintoismo, il Kojiki e il Nihonshoki narrano che Susanoo, kami del vento e della tempesta, rifiutato l'incarico affidatogli dal padre Izanagi di governare i mari, andò a lamentarsi dalla sorella Amaterasu, personificazione del Sole, che governava le Pianure dell'Alto Cielo, una sorta di paradiso, luogo di origine e di residenza degli innumerevoli kami. Qui, per aver distrutto le risaie di Amaterasu, insozzato la sala dei banchetti delle divinità con i propri escrementi e aver scorticato contropelo il sacro cavallo della sorella, fu scacciato e condannato a vivere tra gli uomini.
Sulla Terra egli ed i suoi numerosi discendenti conobbero molte donne dalle quali nacquero diversi personaggi che spartirono tra loro la terra di Yamato, mantenendo una situazione di continuo conflitto tra i diversi feudi. Tempo dopo Amaterasu decise di unificare e pacificare l'arcipelago dai suoi discendenti, mandando suo nipote Ninigi a compiere l'impresa. Uno dei figli di costui, Jinmu, dall'isola di Kyūshū da dove proveniva si diresse verso il Giappone Centrale, sottomettendo chi della numerosa progenie di Susanoo riconosceva la sua supremazia e uccidendo senza pietà i signori delle terre che si ribellavano alla sua avanzata. In poco tempo il condottiero riuscirà a sottomettere una buona parte del paese, divenendo il primo imperatore della dinastia dei Tennō.
Alcuni individui (tra cui dei capi locali sia ribelli sia più docili), incontrati da Jinmu nelle parti dei sacri testi dedicate alla sua opera di conquista, sono dotati della coda, una curiosa caratteristica attribuita anche alle orde di rozzi cavernicoli brutalmente sterminati nei pressi di Osaka e di Ise. Si potrebbe dunque identificare questi feroci barbari con i membri delle tribù Ainu preistoriche che furono decimati o spinti sempre più a nord nel corso dei secoli, e gli appartenenti alla stirpe del Sole che l'autore descrive con la coda con i frutti delle numerose unioni miste realmente avvenute che contribuirono ad aumentare il numero degli antenati dei giapponesi e contribuendo alla loro vittoria sugli indigeni.
Quando ancora la dinastia del Trono del Crisantemo governava soltanto quella che oggi è la provincia di Yamato e fino al XVII secolo, gli Ainu erano visti con timore e vennero combattuti in uno stato di guerra continua per millenni, venendo quasi sempre sconfitti dalla superiorità bellica del nemico (gli Ainu non conoscevano il ferro) e man mano esiliati nelle foreste delle terre settentrionali, uccisi o convertiti agli usi civili dei Giapponesi di un tempo.
La presenza degli Ainu in tempi remoti su tutta la superficie dell'arcipelago è testimoniata dalla presenza di moltissimi toponimi moderni che in giapponese hanno un significato assurdo o senza senso, ma più che appropriati se riesaminati nel quadro linguistico e culturale Ainu. Quando i giapponesi infatti presero definitivo possesso delle terre del Sol Levante, non rinominarono i nomi di luogo precedentemente utilizzati, ma, con l'avvento della scrittura, gli attribuirono dei caratteri che corrispondevano ai suoni dei nomi da scrivere, pur avendo spesso significati completamente diversi.
Un chiaro esempio che spicca tra i tanti ateji ("caratteri appiccicati dopo") è quello del Fuji, che in giapponese può essere scritto con due caratteri cinesi che possono significare "non-due" (cioè l'ineguagliabile) o "non-morte" (cioè l'immortale), ma che in genere viene trascritto con i due caratteri di ricchezza e samurai. Nella religione Ainu invece, Fuchi o Huchi era il nome della dea del fuoco, nome più che appropriato dunque per un vulcano. Altri studiosi hanno invece osservato, partendo dal fatto che gli Ainu preferivano battezzare i corsi d'acqua piuttosto che le montagne, che il termine push, che significa "sorgere violentemente" riferito all'impetuoso torrente Fujisawa, avrebbe potuto mutarsi in Fuzi, l'antico nome giapponese del monte.
Solo nell'era moderna il governo giapponese ha incominciato ad intraprendere politiche di protezione verso questa ormai minoranza nel territorio, ma gli Ainu e la loro lingua sembra stiano per scomparire, ad eccezione di quelli che vengono esibiti ad uso e consumo dei turisti.

## Conferme genetiche

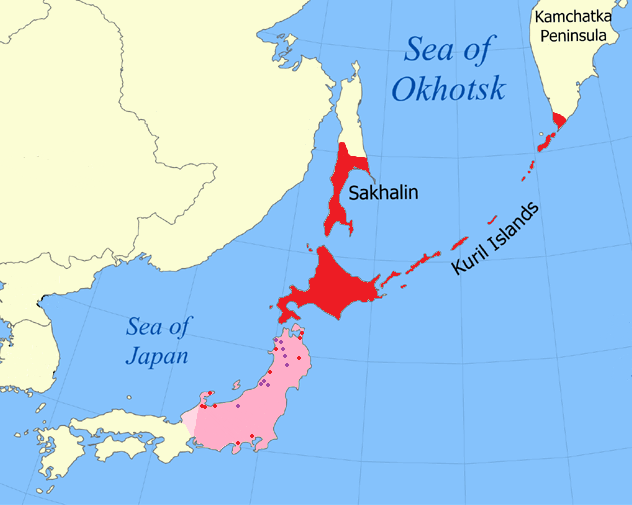
Espansione storica delle popolazioni Ainu

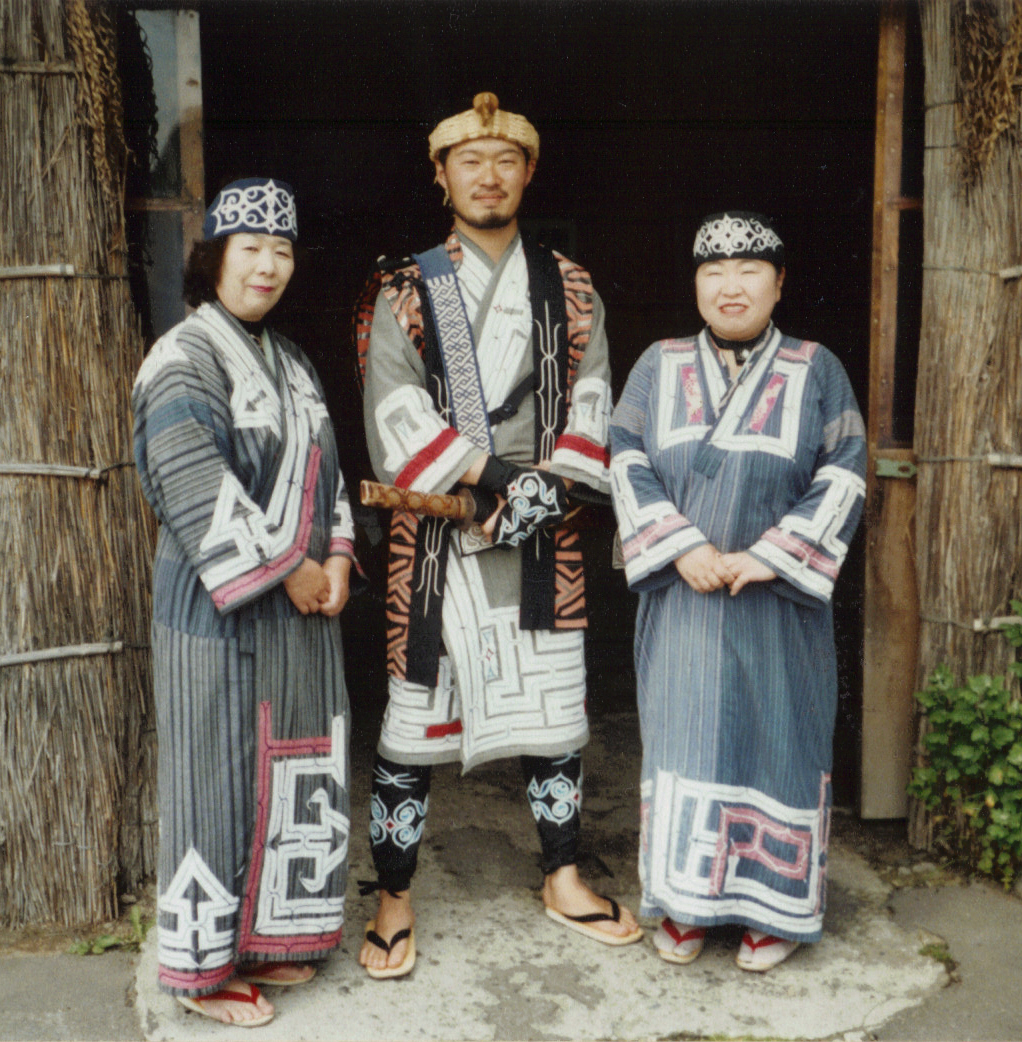
Ainu in abiti tradizionali, 2003

La teoria profana più accreditata sulla loro origine ipotizza che gli antenati degli Ainu, in tempi remoti e per ragioni oscure, si siano separati dal ceppo originario forse proveniente dalla Siberia e siano giunti tra il XII-XI millennio a.C. nell'arcipelago giapponese, passando per Sachalin e le isole Curili e sviluppando nei secoli la cultura di tipo Jōmon (il cui significato letterale è "a cordicella"; infatti gli Ainu disseminarono la loro terra di siti in cui erano conservati dei caratteristici vasi con decorazioni a zig-zag, da cui quel periodo di storia giapponese prese il nome).
Recentemente la genetica ha dimostrato che molti Ainu e parte degli Emishi, probabilmente coloro che fanno parte del gruppo Jōmon, ovvero gli abitanti originari del Giappone, appartengono tutti all'aplogruppo D (34,7%).
Tale aplogruppo identifica i discendenti dei cacciatori-raccoglitori che arrivarono in Giappone dal continente asiatico in un momento in cui le due regioni erano fisicamente collegate, ovvero fra i 20.000 e i 12.000 anni fa, prima che l'avanzare del livello del mare, alla fine dell'ultima glaciazione, separasse l'arcipelago giapponese, spingendo i Jōmon e le altre genti a diffondersi nelle isole nipponiche in un raggio a forma di "U" nella zona settentrionale del Giappone, abitata dagli Ainu e nelle isole Ryūkyū, nell'estremo sud, come le isole Okinawa.
La teoria della provenienza continentale degli Ainu sembra confermata anche dal fatto che la parola Ainu che indica il mare di Ochotsk sia traducibile come Makun-rep, che significa "mare lasciato indietro, mare antico".
In base a questi risultati la teoria dominante e più accreditata è che queste popolazioni siano ricollegabili al periodo Jōmon, ovvero gli avi degli attuali Ainu.

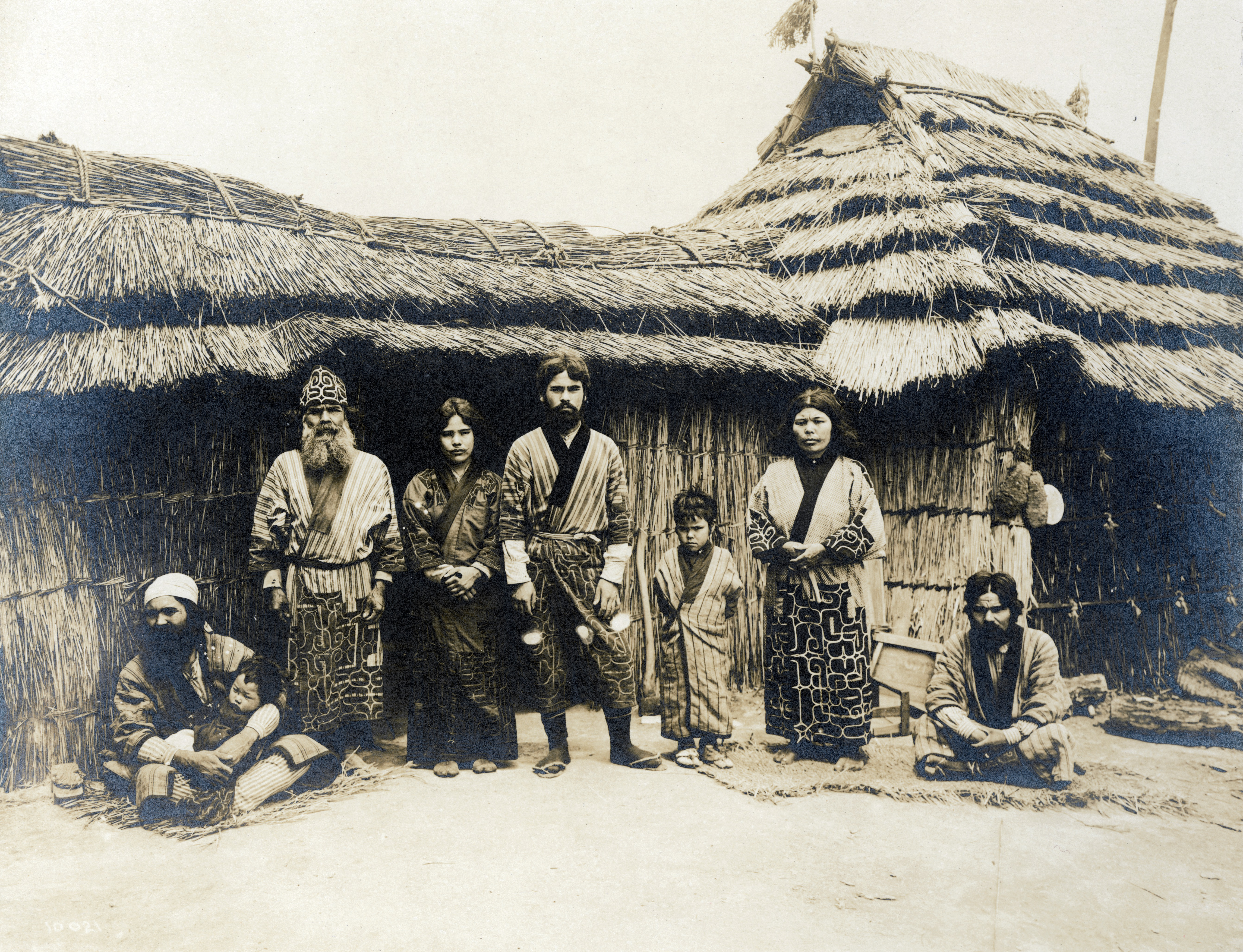
Gruppo di Ainu all'Esposizione internazionale della Luisiana, 1904

In seguito, durante il Neolitico (circa 4.000-2.300 anni fa), altre genti provenienti dalla Corea e dal continente (appartenenti all'aplogruppo O) introdussero una cultura superiore (insieme all'agricoltura del riso) e si imposero alle precedenti popolazioni locali, formando poi il gruppo Yayoi.
Questa invasione spiegherebbe in modo logico l'ampia presenza dei "Barbari del Nord" e la loro distribuzione in tutto il Giappone prima del loro sistematico sterminio perpetrato dai nuovi invasori, da cui discendono i giapponesi attuali.
Inoltre, anche recenti studi condotti sui più antichi scheletri rinvenuti in America hanno rivelato somiglianze con il popolo Ainu.
Secondo controversi studi condotti dall'antropologo statunitense C. Loring Brace dell'università del Michigan, la classe guerriera giapponese dei samurai discenderebbe dalla popolazione Ainu. Per giungere a questa conclusione Brace ha confrontato più di un migliaio di scheletri di Ainu giapponesi. Secondo lui questa teoria potrebbe anche spiegare perché le caratteristiche facciali dei giapponesi della classe dominante si differenziano spesso da quelle degli altri giapponesi.
Gli studi genetici mostrano che i resti di popolazioni Jōmon del Giappone facevano parte di popoli asiatici nordorientali come: i nivchi, i coriachi, i nativi americani ed i ciukci.

## Cultura

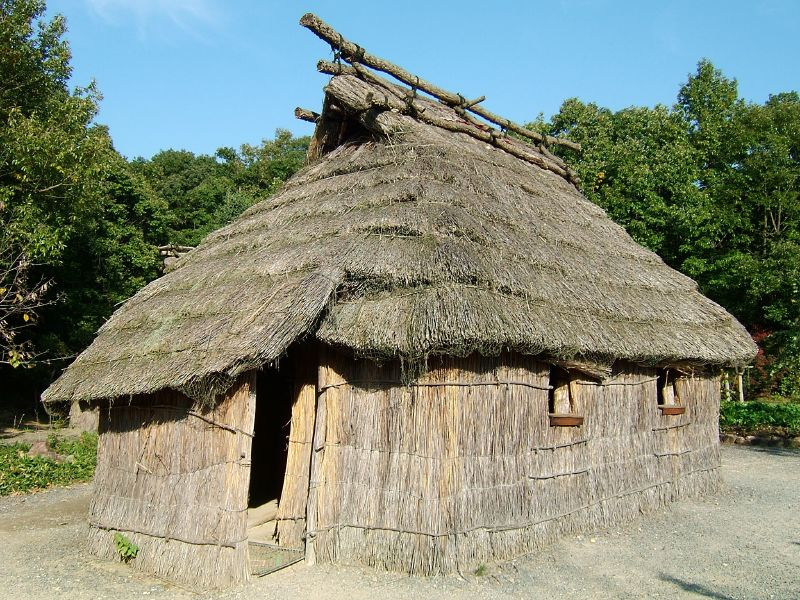
Kotan, la tipica capanna Ainu, con impiantito in terra battuta; ormai praticamente scomparse

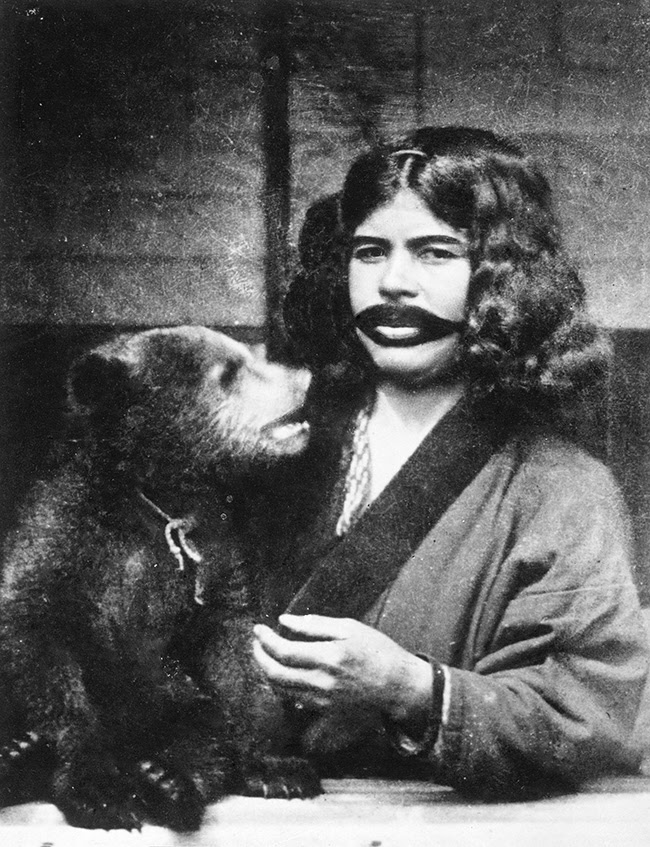
Donna Ainu con cucciolo d'orso ed anci-piri (tipico tatuaggio muliebre)

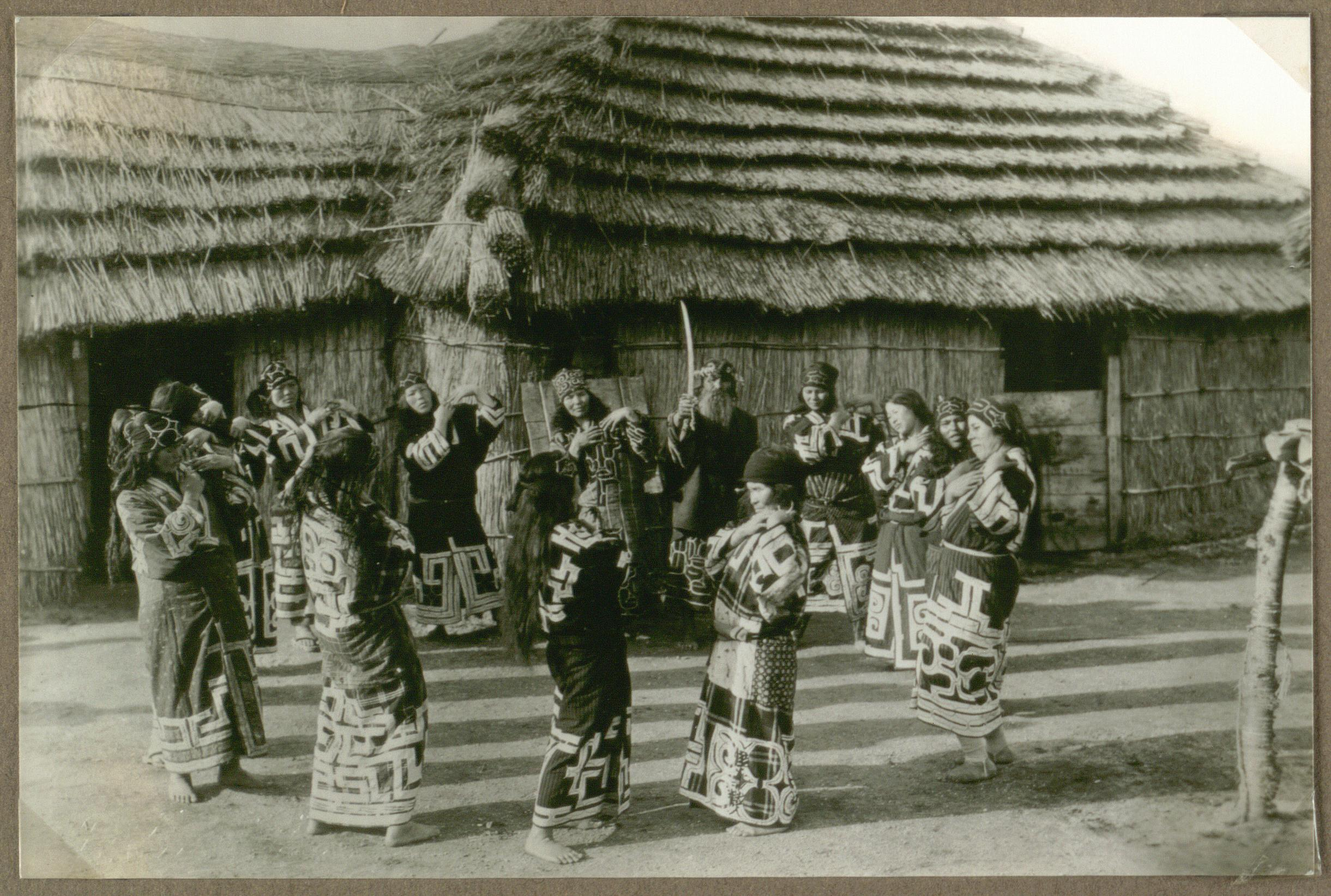
Danza cerimoniale Ainu rassomigliante al Bon odori giapponese

Gli Ainu non assorbiti dalla cultura nipponica vivono nei kotan, villaggi un tempo ad organizzazione tribale presenti soprattutto lungo le coste o nelle valli fluviali dell'isola di Hokkaidō guidati da un capo, il kotankorokur, che veniva scelto per particolari abilità nella caccia e nella pesca o per la distinta provenienza familiare, cui spettava il compito di far rispettare le leggi della tribù tramandate oralmente, sovrintendere alle celebrazioni religiose e guida in generale la comunità. Le famiglie sono di tipo nucleare, simili cioè a quelle del mondo occidentale.
Secondo la tradizione, sia maschi che femmine diventano adulti agli occhi della comunità verso i 12-15 anni, a seguito di una particolare cerimonia. Dopo di essa i ragazzi cominciavano a vestire l'abito tradizionale (kaparamip) e a farsi crescere la barba, simbolo di saggezza e virilità. Le ragazze invece si tatuavano mani, braccia e labbra come segno di prestigio sociale. Una volta terminata l'operazione, spesso piuttosto dolorosa, le donne erano considerate pronte al matrimonio.
Questi usi, fino agli anni trenta, se non proprio comunissimi comunque ancora presenti, sono oggi completamente scomparsi, nonostante siano ancora vive alcune anziane Ainu tatuate e dei patriarchi non rasati. In particolare il costume della tatuazione del labbro, così come la laccatura nera dei denti presso le donne giapponesi, è stato del tutto dimenticato da almeno sessant'anni.

### Lingua e distribuzione
Fino al XX secolo, pur rappresentando una minoranza, gli Ainu erano diffusi in Hokkaidō, nelle isole Curili, nella penisola della Kamčatka e nell'isola di Sachalin. In ognuno di questi territori si parlava un dialetto Ainu diverso. Attualmente però la ricca diversità linguistica è completamente scomparsa (le lingue Ainu continentali parlate in Russia sono estinte dagli inizi del secolo scorso, mentre l'ultima parlante madrelingua dell'Ainu di Sachalin, Take Asai è morta nel 1994). Sopravvivono unicamente gli idiomi delle Curili e del Giappone.
La letteratura orale degli Ainu è stata tramandata dal lavoro di alcuni studiosi e linguisti, in particolare dalla scrittrice bimadrelingua Yukie Chiri che durante il periodo Taishō trascrisse lo Yukar, il corpus di leggende folkloristiche del suo popolo, nell'antologia Ainu shinyōshū (アイヌ神謡集? "Raccolta di miti degli Ainu").

### Religione

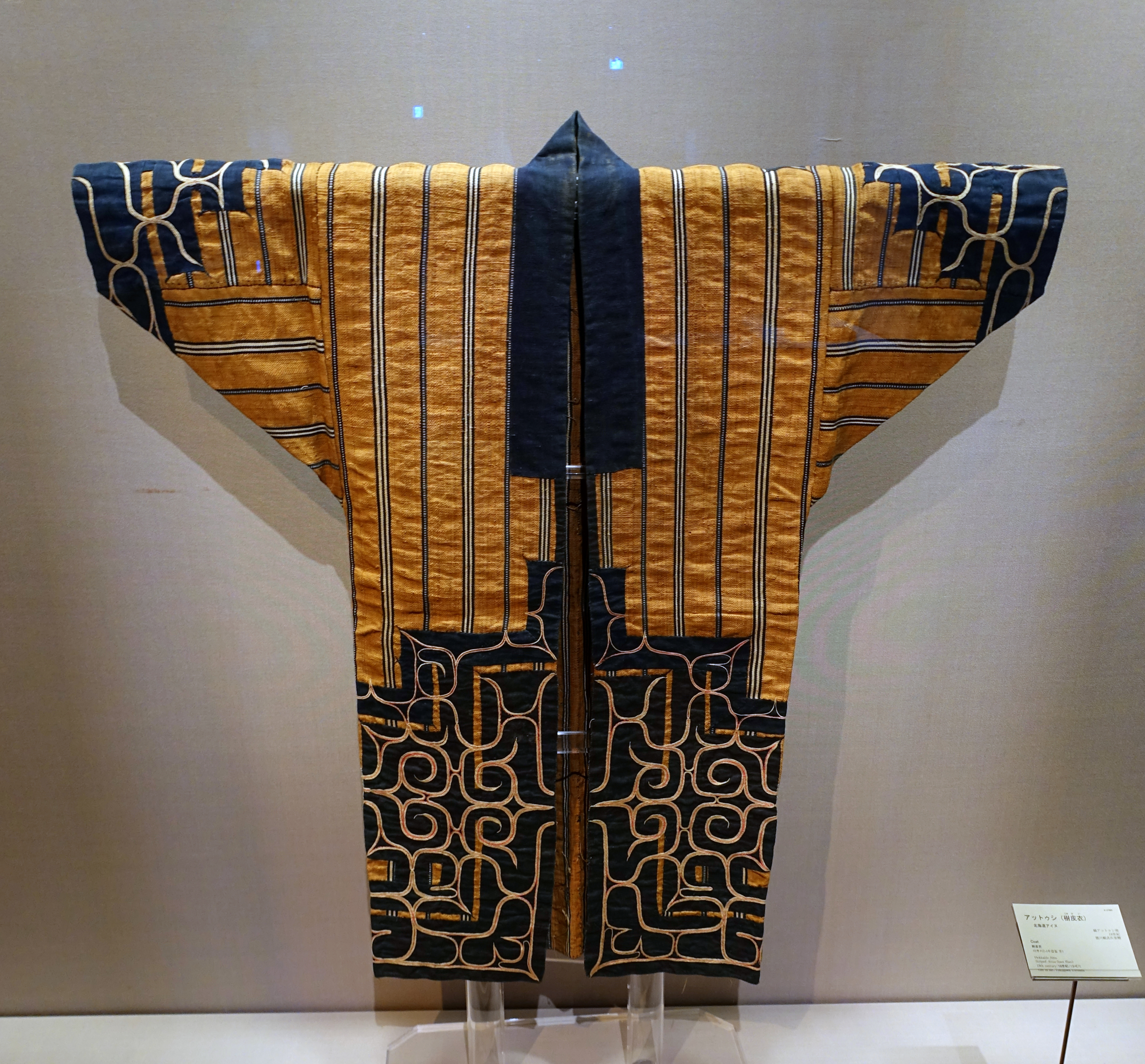
Abito Ainu tradizionale in cotone, Museo nazionale di Tokyo, XIX secolo

Gli Ainu praticano tradizionalmente una religione di tipo animistico che vede in ogni oggetto, animale o fenomeno atmosferico la presenza di un dio. Per questo essi si affidano ad un nutritissimo pantheon di dèi, i kamui (da notare una possibile connessione con kami, corrispondente parola giapponese riferita alle divinità shintoiste), che influiscono positivamente o negativamente su ogni ambito della vita umana. Particolarmente importante è l'adorazione dell'orso, animale-simbolo di questo gruppo etnico. Le cerimonie tradizionali più importanti riguardano la caccia (l'Iyomante, forse il più importante rito fra i culti tradizionali Ainu che consiste nell'uccisione di un cucciolo d'orso perché ritenuto un Dio. In tal modo si crede che la divinità "liberata" possa ritornare nel cielo e da lì proteggere i fedeli; l'hopnire, l'iwakte), la pesca e i riti iniziatici dei giovani già citati.
Benché incanalino il loro potere negli elementi della natura, i kamui vivono in un altro universo simile a quello degli uomini, e si dividono in dèi pesanti e dèi leggeri, cioè dèi più importanti e meno importanti. Gli uomini invece vivono nel Mōshur, la terra che noi tutti conosciamo.